# Codogné
Codognè é uma comuna italiana da região do Vêneto, província de Treviso, com cerca de 5.068 habitantes. Estende-se por uma área de 21 km², tendo uma densidade populacional de 241 hab/km². Faz fronteira com Fontanelle, Gaiarine, Godega di Sant'Urbano, Mareno di Piave, San Fior, San Vendemiano, Vazzola.

## Aspectos históricos
O topônimo "Codognè" é derivado do latim cotognetum em decorrência das plantações de melo cotogno, ou seja, de marmelo que era comumente cultivado em uma estrada romana que passava por Codognè e ligava Oderzo a Ceneda.
Na Idade Média, a comuna concentrou uma marcante presença da comunidade beneditina.
Entre os séculos XVIII e XIX, foi ponto de passagem de Napoleão durante a Batalha de Sacile, e também de Ugo Foscolo, que na Villa Toderini compôs alguns sonetos.

## Aspectos naturais
O território de Codognè é fértil e em grande parte destinado à agricultura, favorecido também pela abundância de água.

## Demografia
| Variação demográfica do município entre 1861 e 2011                               |
|                                                                                   |
| Fonte: Istituto Nazionale di Statistica (ISTAT) - Elaboração gráfica da Wikipedia |